# Willis, Texas
Willis là một thành phố thuộc quận Montgomery, tiểu bang Texas, Hoa Kỳ. Năm 2010, dân số của xã này là 5662 người.

## Dân số
- Dân số năm 2000: 3985 người.
- Dân số năm 2010: 5662 người.